# Daïra de Sidi Okba
La daïra de Sidi Okba est une daïra d'Algérie située dans la wilaya de Biskra et dont le chef-lieu est la ville éponyme de Sidi Okba.

## Communes
La daïra est composée de quatre communes : Sidi Okba, Chetma, El Haouch et Aïn Naga.